# استانیسلاو یریومین
استانیسلاو یریومین (روسی: Станислав Георгиевич Ерёмин؛ زادهٔ ۲۶ فوریهٔ ۱۹۵۱) بازیکن بسکتبال اهل روسیه است.
از باشگاه‌هایی که در آن بازی کرده‌است می‌توان به باشگاه بسکتبال زسکا مسکو اشاره کرد.
وی در مسابقات کشوری و بین‌المللی در مجموع برندهٔ ۳ مدال طلا، ۲ مدال نقره، ۲ مدال برنز شده‌است.